# Sarah Fisher
Sarah Marie Fisher (Columbus, Ohio, 4 de outubro de 1980) é uma piloto profissional de automóveis estadunidense.

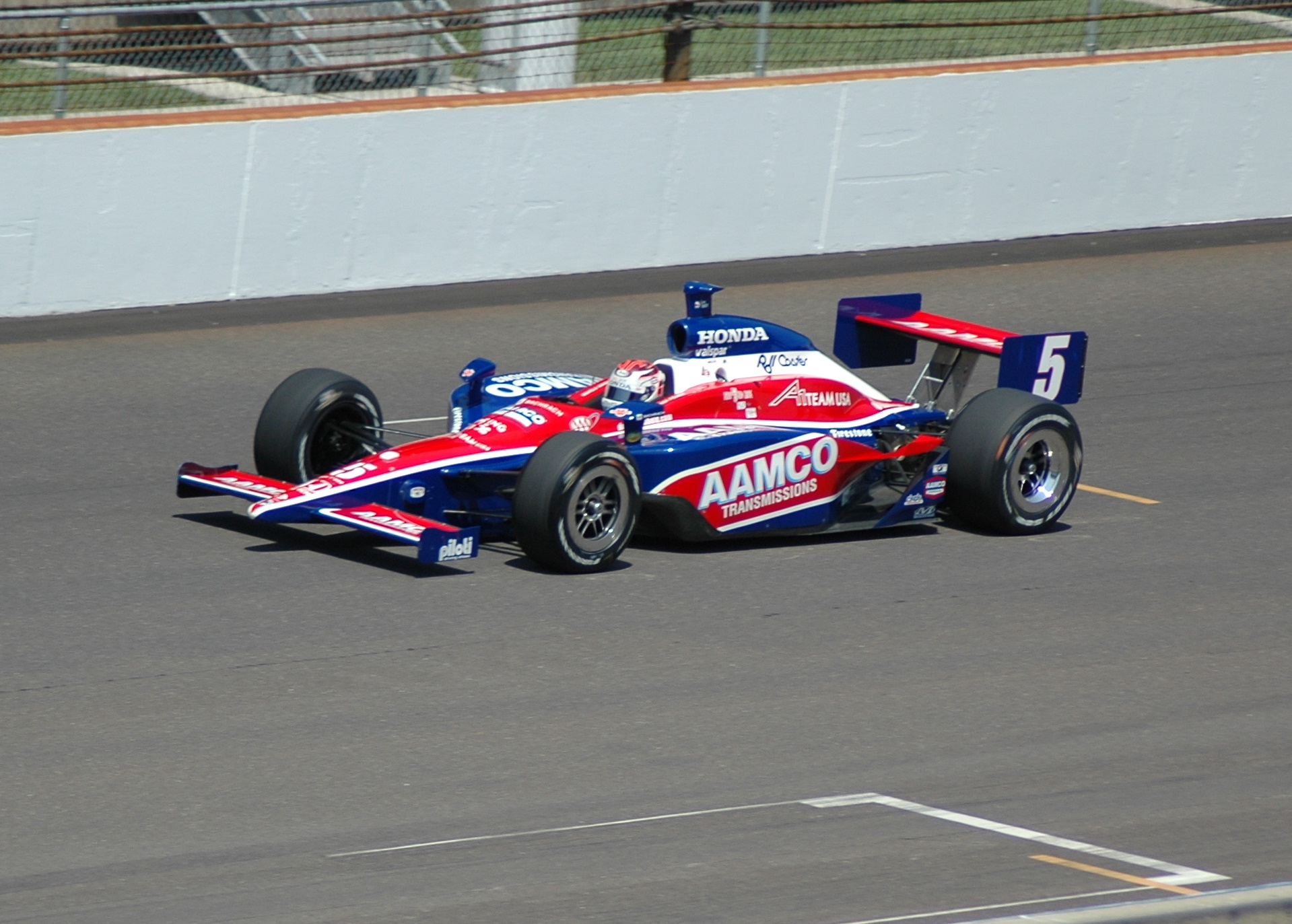
Carro de Sarah Fisher na Indycar Series em 2007

Sarah entrou para a história em 2002, ao fazer a pole position em Kentucky e tornar-se a primeira mulher a fazer a pole position na categoria. Ainda em 2002, no mês de setembro, a piloto guiou um carro de Fórmula 1 da equipe McLaren após os treinos livres de sexta-feira em Indianápolis, local da etapa dos Estados Unidos daquele ano. Fisher teve a oportunidade graças ao patrocínio da Tag Heuer. Sarah visitou a sede da equipe no dia 18 de setembro para moldar o banco do carro, modelo MP4-17, o mesmo usado por David Coulthard e Kimi Raikkonen no Mundial daquele ano.

## Resultados
| Ano  | Equipe            | 1       | 2       | 3        | 4        | 5       | 6        | 7       | 8       | 9       | 10      | 11     | 12      | 13      | 14      | 15      | 16      | 17     | 18      | 19   | Classificação | Pontos |
| ---- | ----------------- | ------- | ------- | -------- | -------- | ------- | -------- | ------- | ------- | ------- | ------- | ------ | ------- | ------- | ------- | ------- | ------- | ------ | ------- | ---- | ------------- | ------ |
| 1999 | Pelfrey           | WDW     | PHX     | IND      | TXS      | PPIR    | ATL      | DOV     | PPI2    | LVS     | TX2 Ret |        |         |         |         |         |         |        |         |      | 46º           | 5      |
| 2000 | Walker            | WDW DNP | PHX Ret | LVS 13   | IND Ret  | TXS Ret | PPIR 25  | ATL Ret | KTY 3   | TX2 11  |         |        |         |         |         |         |         |        |         |      | 18º           | 124    |
| 2001 | Walker            | PHX Ret | HMS 2   | ATL 11   | IND Ret  | TXS 18  | PPIR 10  | RIR Ret | KAN 12  | NSH Ret | KTY Ret | STL 11 | CHI Ret | TX2 Ret |         |         |         |        |         |      | 19º           | 188    |
| 2002 | Dreyer & Reinbold | HMS     | PHX     | FON      | NZR 4    | IND 24  | TXS      | PPIR    | RIR Ret | KAN 14  | NSH Ret | MIS 8  | KTY 8   | STL Ret | CHI Ret | TX2 9   |         |        |         |      | 18º           | 161    |
| 2003 | Dreyer & Reinbold | HMS 15  | PHX 8   | MOT Ret  | IND Ret  | TXS 15  | PPIR Ret | RIR 19  | KAN 11  | NSH Ret | MIS Ret | STL 13 | KTY 14  | NZR DNS | CHI 18  | FON 19  | TX2 12  |        |         |      | 18º           | 211    |
| 2004 | Kelley Racing     | HMS     | PHX     | MOT      | IND 21   | TXS     | RIR      | KAN     | NSH     | MIL     | MIS     | KTY    | PPIR    | NZR     | CHI     | FON     | TX2     |        |         |      | 31st          | 12     |
| 2006 | Dreyer & Reinbold | HMS     | STP     | MOT      | IND      | WGL     | TXS      | RIR     | KAN     | NSH     | MIL     | MIS    | KTY 12  | SNM     | CHI 16  |         |         |        |         |      | 25º           | 32     |
| 2007 | Dreyer & Reinbold | HMS 11  | STP 15  | MOT 14   | KAN 12   | IND 18  | MIL 14   | TXS 10  | IOW 7   | RIR 16  | WGL 16  | NSH 15 | MDO 15  | MIS Ret | KTY 14  | SNM Ret | DET Ret | CHI 12 |         |      | 17º           | 275    |
| 2008 | Fisher            | HMS DNP | STP DNP | MOT1 DNP | LBH1 DNP | KAN DNP | IND Ret  | MIL     | TXS     | IOW     | RIR     | WGL    | NSH     | MDO     | EDM     | KTY 15  | SNM     | DET    | CHI Ret | SRF² | 34º           | 37     |
| 2009 | Fisher            | STP     | LBH     | KAN      | INDY     | MIL     | TXS      | IOW     | RIR     | WGL     | TOR     | EDM    | KTY     | MDO     | SNM     | CHI     | MOT     | HMS    |         |      |               |        |

- Commons
- Commons

### 500 Milhas de Indianápolis
| Ano  | Chassi        | Motor                | Classificação | Resultado | Equipe                   |
| ---- | ------------- | -------------------- | ------------- | --------- | ------------------------ |
| 2000 | Dallara IR-00 | Oldsmobile Aurora V8 | 19            | 31        | Walker Racing            |
| 2001 | Dallara IR-01 | Oldsmobile Aurora V8 | 15            | 31        | Walker Racing            |
| 2002 | G-Force GF05C | Infiniti Nissan V8   | 9             | 24        | Dreyer & Reinbold Racing |
| 2003 | Dallara IR-03 | Chevrolet Indy V8    | 24            | 31        | Dreyer & Reinbold Racing |
| 2004 | Dallara IR-04 | Toyota HI7R V8       | 19            | 21        | Kelley Racing            |
| 2007 | Dallara IR-05 | Honda HI7R V8        | 21            | 18        | Dreyer & Reinbold Racing |
| 2008 | Dallara IR-05 | Honda HI7R V8        | 22            | 30        | Sarah Fisher Racing      |
| 2009 | Dallara IR-05 | Honda HI7R V8        | 21            | 17        | Sarah Fisher Racing      |
| 2010 | Dallara IR-05 | Honda HI7R V8        | 29            | 26        | Sarah Fisher Racing      |